# Rhabdodendraceae
Rhabodendron là một chi chứa khoảng 2–4 loài cây gỗ thường xanh (APG công nhận 3 loài), sinh sống tại khu vực nhiệt đới ở đông bắc Nam Mỹ.
Rhabdodendron hiện nay được đặt trong họ của chính nó là Rhabdodendraceae, một họ mới chỉ được công nhận trong thời gian vài chục năm gần đây. Hệ thống APG III năm 2009 (không đổi so với hệ thống APG II năm 2003 và hệ thống APG năm 1998) gán nó trong bộ Caryophyllales của nhánh core eudicots. Hệ thống Cronquist năm 1981 đặt nó trong bộ Rosales.
Trước khi có sự tạo ra họ Rhabdodendraceae thì chi Rhabdodendron có một lịch sử phân loại rất hay thay đổi. Năm 1905, Ernest Friedrich Gilg & Robert Knud Friedrich Pilger đặt nó trong họ Rutaceae. Dựa trên cơ sở giải phẫu gỗ, Record (1933) và Chalk & Chattaway (1937) đề xuất rằng Rhabdodendron thuộc về họ Phytolaccaceae và Heimsch (1942) thông báo rằng vị trí trong họ Rutaceae là không thích hợp. Năm 1968 và 1972 Prance đã miêu tả chi tiết lịch sử phân loại của chi Rhabdodendron và nâng cấp nó lên thành họ.
Takhtadjan trong sách Diversity and Classification of Flowering Plants xuất bản năm 1997 vẫn xếp họ này trong bộ Rutales.

## Các loài
- Rhabdodendron amazonicum
- Rhabdodendron gardnerianum
- Rhabdodendron macrophyllum